# Hüttau

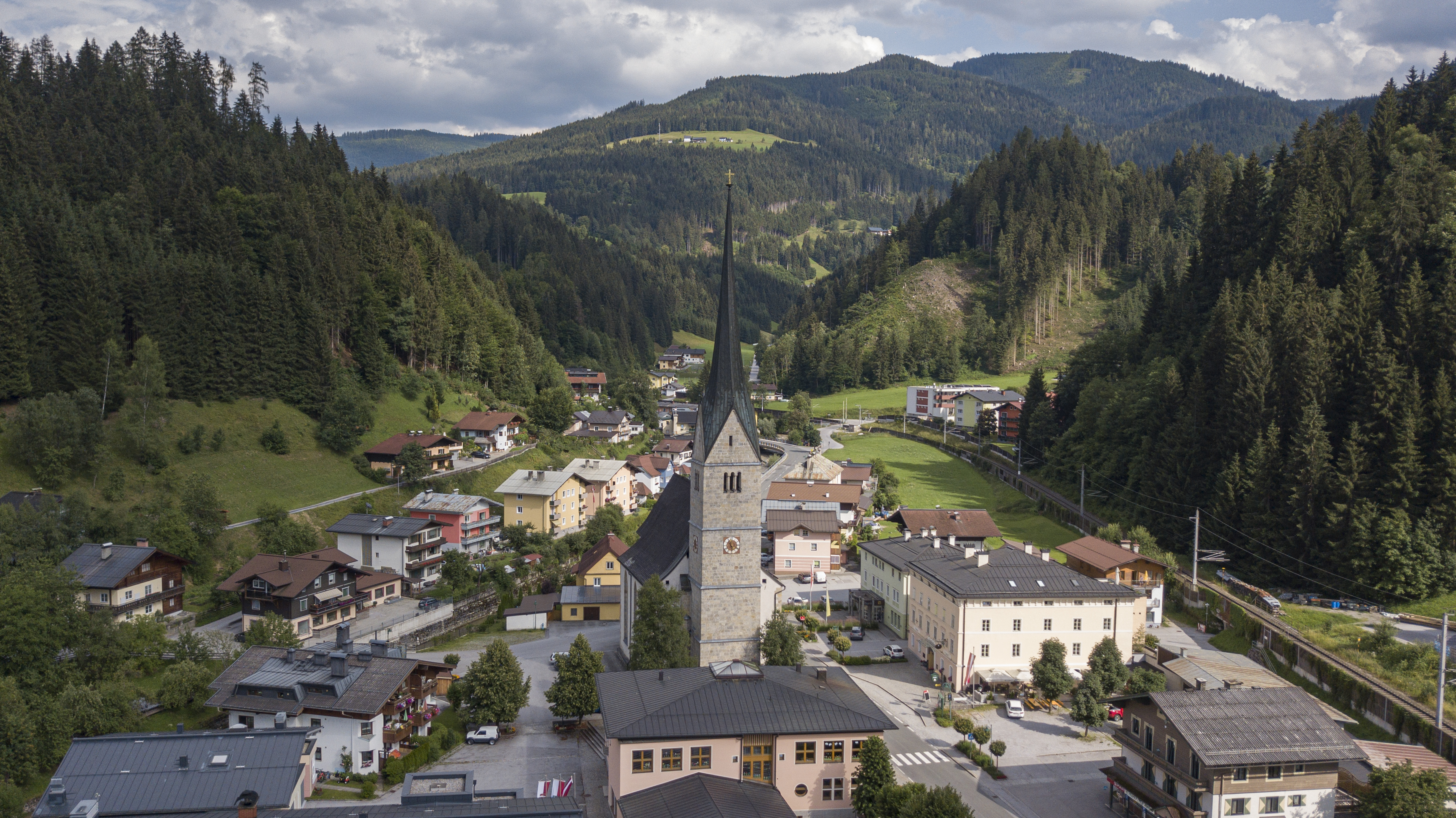
Hüttau

Hüttau es una localidad del distrito de Sankt Johann im Pongau, en el estado de Salzburgo, Austria. Tiene una población estimada, a principios de 2021, de 1465 habitantes.
Está ubicada en el centro del estado, al sur de la ciudad de Salzburgo —la capital del estado— y al norte de la frontera con el estado de Carintia.